# 混乱代替了音乐
混乱代替了音乐：论歌剧〈姆岑斯克郡的麦克白夫人是刊登在1936年1月28日号苏联报纸《真理报》上的一篇社论。文章没有署名，对作曲家德米特里·肖斯塔科维奇创作的时兴歌剧《姆岑斯克郡的麦克白夫人》大加挞伐，批判其「形式主义」「小布尔乔亚」「粗俗」以及「下流」，此外还有别的指控。此文见报之后很快就有流言散播开来，认为文中观点是斯大林亲自撰写的。流言的真伪并不确切，但斯氏之知晓此文乃至赞同此文则基本确凿无疑。这篇社论是肖斯塔科维奇职业生涯的一大转折点，成为数月后其第四交响曲取消公演的原因之一。自此混乱代替了音乐成为苏联对艺术家之审查的知名例子。

## 背景

### 歌剧首演及最初的赞誉
1932年，列宁格勒作曲家德米特里·肖斯塔科维奇的歌剧《姆岑斯克郡的麦克白夫人》（以下简称为《麦克白夫人》）之创作告成。其年代设定在革命之前，涉及情欲、孤寂和谋杀等题材。剧中某些场景对性的描写较为露骨，《纽约太阳报》有评论将其称为「色情歌舞」（英語：pornophony）。1934年1月24日《麦克白夫人》首演，大获成功，批评家与政府官员对其也不吝美辞。歌剧很快流传到全球的歌剧院，巩固了肖氏国际名人的地位。在苏联国内，歌剧同样立刻受到赞誉。《苏维埃艺术报》（羅馬化：Sovetskoe Iskusstvo）盛赞此剧为「音乐戏剧的重大胜利」；《苏联音乐》（羅馬化：Sovetskaya Muzyka）杂志则称其为「苏联最好的作品、苏维埃创意的杰作」。苏共干部对此剧也同样满意，加以赞扬，称肖斯塔科维奇是「在苏维埃文化最优秀的传统下成长起来的苏维埃音乐家」。在1934年和1935年，歌剧于苏联全国范围内上演了数百次。

### 斯大林的反感
约在《麦克白夫人》歌剧剧首演二周年之际，1936年1月26日，肖斯塔科维奇受邀参加在莫斯科大剧院举办的演出，而斯大林和日丹诺夫、莫洛托夫等斯氏的同僚也出席了此次演出。九日前斯大林方出席过由作曲家伊万·捷尔任斯基所谱写歌剧《静静的顿河》的演出，因为其抒情清晰明了、情绪直抒胸臆而称赞其是社会主义现实主义的样板。《麦克白夫人》并未给斯大林留下相同的印象。此后肖氏致信友人伊万·索列尔京斯基（羅馬化：Ivan Sollertinskij），提到自己眼见斯大林在音乐喧闹的部分显得尴尬不安，又在性描写的时刻发笑。斯大林感到不悦，在第三幕落幕后离席而去。肖斯塔科维奇深感恐惧，据报道其在向观众鞠躬时脸色「苍白如纸」。两日以后，社论混乱代替了音乐即见刊于《真理报》1月28日号的第三版面。

## 文章分析

### 文章内容
社论混乱代替了音乐开头强调「好的」音乐之必要与其在苏联发展过程中扮演的角色：
|                                  | 随着我国普遍的文化发展，好的音乐也变得愈发必要……人民期待着好的歌曲，也同样期待好的器乐作品，还有好的歌剧。 |
| ——混乱代替了音乐英译本（）第一段 | |

至于肖斯塔科维奇，社论则评论道其并没能为「有鉴赏力的观众」带来这样的作品。文章将《麦克白夫人》歌剧称作是「粗俗、原始而且下流」的，是「紧张、抽搐又痉挛的音乐」，组成了一片「音乐的混沌荒野」，甚至有时变成「杂音」。论到作曲家本人，文章认为其不是没有才能，但又论称其「存心地」将音乐「从里到外」地翻转过来，从而使得音乐不再和「能够被所有人理解的简单通俗的音乐语言」产生联系。评论毫不留情地贬斥这部作品，而从相当的高度遗憾地总结道：
|                              | 我们听到的是「左派」的一团混乱而不是自然的人类音乐。好的音乐感染大众的力量已经做了小布尔乔亚的、「形式主义的」企图的牺牲品，这种企图是要通过廉价的小丑把戏来造出创意。它是聪明的巧妙点子的游戏，到头来是可能变得非常坏的。 |
| ——混乱代替了音乐英译本第四段 | |

文中警告道这种趋势将会威胁苏维埃音乐乃至其他苏维埃艺术甚至科教体系，使得其容易受到「左倾主义的曲解」「形式主义」和「小布尔乔亚的『创新』」的影响。《麦克白夫人》在海外的成功不过进一步证明了其是「戳中了资产阶级的堕落趣味」的反苏维埃歌剧。更有甚者，社论作者指责肖斯塔科维奇缺乏阶级意识，「无视了苏维埃文化的需求」，就是一名只管自己的艺术家：
|                              | 作曲家显然是从来没有考虑过苏维埃的观众在音乐里寻找什么和期待什么的问题。 |
| ——混乱代替了音乐英译本第八段 |                                                                          |

最后，作者也意识到歌剧在苏联各地已经多次上演的事实。但文章一方面赞扬歌剧演员富有天赋的表演，另一方面认为这种表演没有实际意义：
|                              | 可惜这只不过是对让这出歌剧的下流特征显示得更加鲜明起了作用。天才的表演值得感激，而白费的功夫——值得遗憾。 |
| ——混乱代替了音乐英译本第十段 | |

### 后果
此文一出即立刻将肖斯塔科维奇带入贬损之中。《麦克白夫人》的演出迅速减少，直到后来彻底被禁演。起先赞扬过此剧的人被迫收回之前的看法。作曲家肖氏失去了大部分的收入和委托。其在艺术界的许多同仁试图和其断绝关系，不过中间也有人如伊扎克·巴别尔、阿布拉姆·列日涅夫（羅馬化：Abram Lezhnev）和梅耶荷德等为肖氏说话（这三人在日后的大清洗中都被枪决）。
肖斯塔科维奇于《真理报》上读到此文时正在阿尔汉格尔斯克作巡演，当时其第四交响曲还是半成品。十日后另一篇严厉批判其作品的社评见报，对象是其芭蕾舞剧《明亮的小溪》。文章名为芭蕾谎言，批判力度更甚于前，称肖氏为音乐的江湖骗子，还是「审美上的形式主义」贩子。次年，舞剧的剧作者阿德里安·皮奥特罗夫斯基被捕，而后枪决。尽管为种种攻击所动摇，肖斯塔科维奇仍继续写作其第四交响曲，在1936年4月完工。肖氏为其预约了12月的首演，将曲谱分发到列宁格勒爱乐乐团供其在秋季开始的排练中使用。这部第四交响曲受到馬勒（苏共并不欣赏之）的影响，在结构上又并不保守，肖氏的友人恐惧于当局或许会被此作触怒，对此表示担忧。当年下半年肖氏被唤去与苏联作曲家协会的一名代表见面，后者建议其撤回第四交响曲，威胁其若不服从将招来「行政措施」。作曲家服从了要求，取消了首演。
肖氏随1937年11月其第五交响曲的首演而得到正式平反。经历混乱代替了音乐和其他的非难，作曲家简化了自身的音乐以迎合社会主义现实主义的方略。第五交响曲在官方获得了成功。之前攻击作曲家的苏共党员也认可肖氏已经「看到了他的错误」，有所进步。

## 文章作者

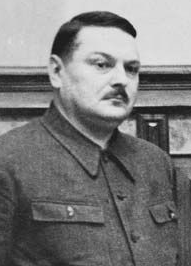
安德烈·日丹诺夫

混乱代替了音乐由谁执笔并不清楚，因为详述苏共官方立场的文章匿名发表属于惯例。学界对此文的作者多有猜测：作者的可能中其一是日丹诺夫，时任苏共列宁格勒市委书记，后来成为斯大林非正式的文化部长；其一是大卫·扎斯拉夫斯基，其为《真理报》的资深撰稿人；其一是鲍里斯·列兹尼科夫，也是《真理报》的雇员；还有可能是普雷东·凯申赛夫，其为苏共干部、剧作家，也是记者。有流言认为斯大林本人执笔此文，不过今人已经认为此说法不太可能。然而，鉴于1936年1月的演出中斯大林在场，加上对其不满情绪的目击证据，有理由假设斯大林即使没有直接批准，其也是赞同此文的。

## 参看
- 大清洗
- 反形式主义运动
- 群众歌曲（英语：Mass song）
- 列夫·麦赫利斯

### 文内引注
1. ↑  也有作Muddle Instead of Music的译法。